# Tom Nuyens
Tom Nuyens sinh ngày 18 tháng 3 năm 1976 tại Wilrijk, Antwerp, Bỉ là người chiến thắng trong cuộc thi Mister Bỉ và cũng là người đầu tiên chiến thắng trong cuộc thi Mister World lần đầu tiên vào năm 1996.
Anh đang là một người mẫu và hoạt động tại nhiều nơi trên thế giới.